# 무을초등학교 무곡분교
무을초등학교 무곡분교는 경상북도 구미시 무을면 상무로 1227-8 (무이리)에 있었던 초등학교 분교이다.

## 연혁
- 1963. 05. 01. 무을초등학교 무이분교장 개장
- 1969. 08. 20. 무곡국민학교 인가
- 1985. 03. 01. 병설유치원 개원
- 1995. 03. 01. 무을국민학교 무곡분교장 격하
- 2000. 03. 01. 도지정 연구 학교 (성교육 프로그램을 통한 양성평등 의식)
- 2001. 02. 28. 무을초등학교 무곡분교장 폐교